# ボゴスロフ島
ボゴスロフ島（英語: Bogoslof Island, アレウト語: Aĝasaaĝux̂）とは、アリューシャン列島フォックス諸島を構成する一つの島である。ベーリング海に浮かぶ、標高150メートルの無人の火山島で、海鳥、アザラシやアシカの繁殖地でもあり、シャチも現れる。約9万のキンクロハジロツノメドリ、ウミバト、アカアシミツユビカモメ、カモメ、エトピリカなどの鳥がかつて棲息していた。

## 噴火史
島の南西側にある尖った形状の地形（キャッスルロック）は、1796年の噴火時に形成された溶岩ドームである。島はその後も、1796年から1804年、1806年から1823年、1883年から1895年、1906年から1907年、1909年から1910年、1926年から1928年、1992年と、2016年から2017年に噴火を起こしている。2016年から2017年の噴火では、非溶結の火砕流および火砕サージの堆積や、火口の形成によって島の形が変化し、島の面積は噴火前に比べて3倍に増大した。

## 歴史
1909年にセオドア・ルーズベルト大統領は隣接するファイヤー島のアシカなどに鳥獣保護区として指定した。現在では、アラスカ海洋国立野生生物保護区の一部となっている。

## 画像

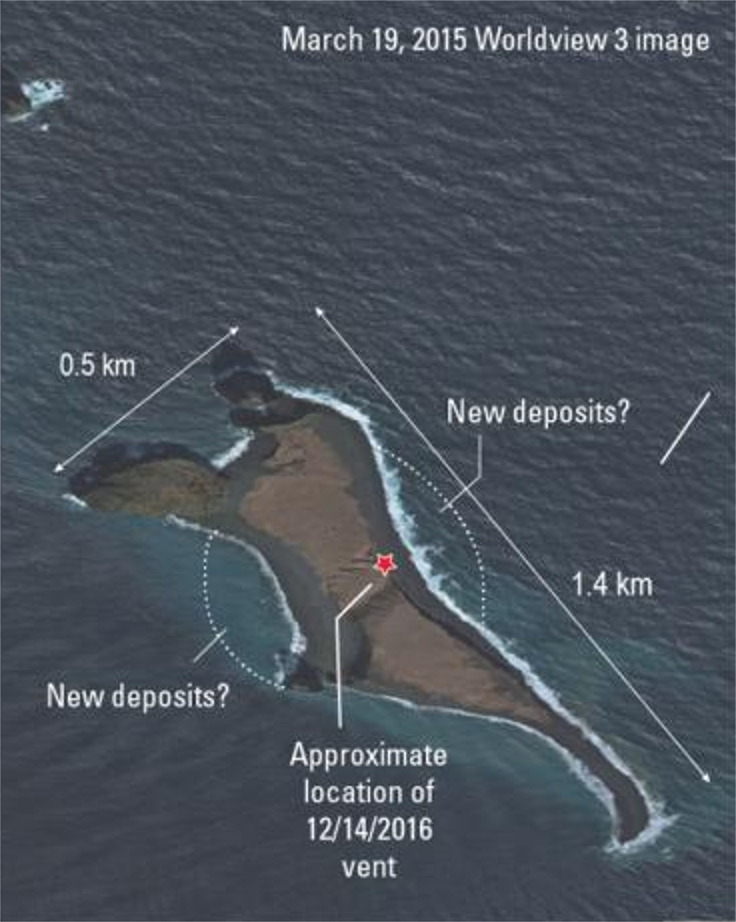
2015年3月19日のボゴスロフ島の衛星写真。
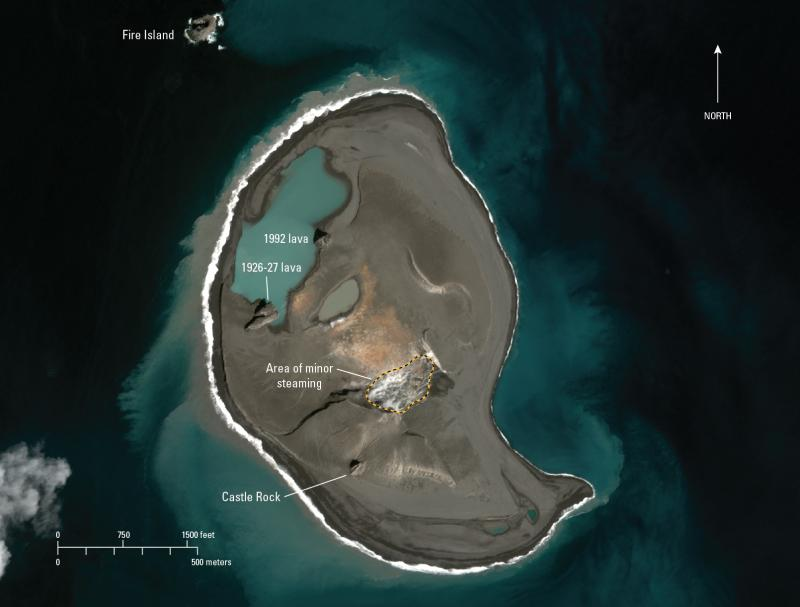
2018年4月20日のボゴスロフ島。噴火により地形が大幅に変化している。